# العمر وخصوبة الأنثى
تتأثر الخصوبة عند الأنثى بالعمر.  وبالتالي فالعمر عامل رئيسي  للخصوبة عند النساء. بعد البلوغ، تزيد خصوبة الإناث وثم تنقص، مع تقدم عمر الأمومة، مما يتسبب في زيادة خطر العقم عند النساء. في الإنسان، قمة  خصوبة المرأة  في أوائل ومنتصف عمر العشرينات، وبعد ذلك يبدأ في الانخفاض ببطء. في حين أن تشير العديد من المصادر إلى مزيد من الهبوط المتوقع في حوالي سن 35، هذا لا يعتبر واضح   منذ أن الدراسات لا تزال تستند إلى تلك من القرن التاسع عشر. وفي دراسة عام  2004 أشارت أن خصوبة  المرأة الأوروبية بين أعمار  27-34 و 35-39  فقط أربعة في المئة من الفرق. في سن 45، إذا بدأت المرأة في محاولة الحمل لن يكون هناك ولادة حية في 50-80 في المئة من الحالات. انقطاع الطمث، أو توقف الدورة الشهرية، يحدث عادة في الأربعينات والخمسينات وعلامات وقف الخصوبة، على الرغم من إمكانية حدوث العقم المرتبط بالعمر قبل ذلك. العلاقة بين العمر وخصوبة الإناث في بعض الأحيان يشار إلى  «الساعة البيولوجية» عند المرأة.

## التأثير الكمي

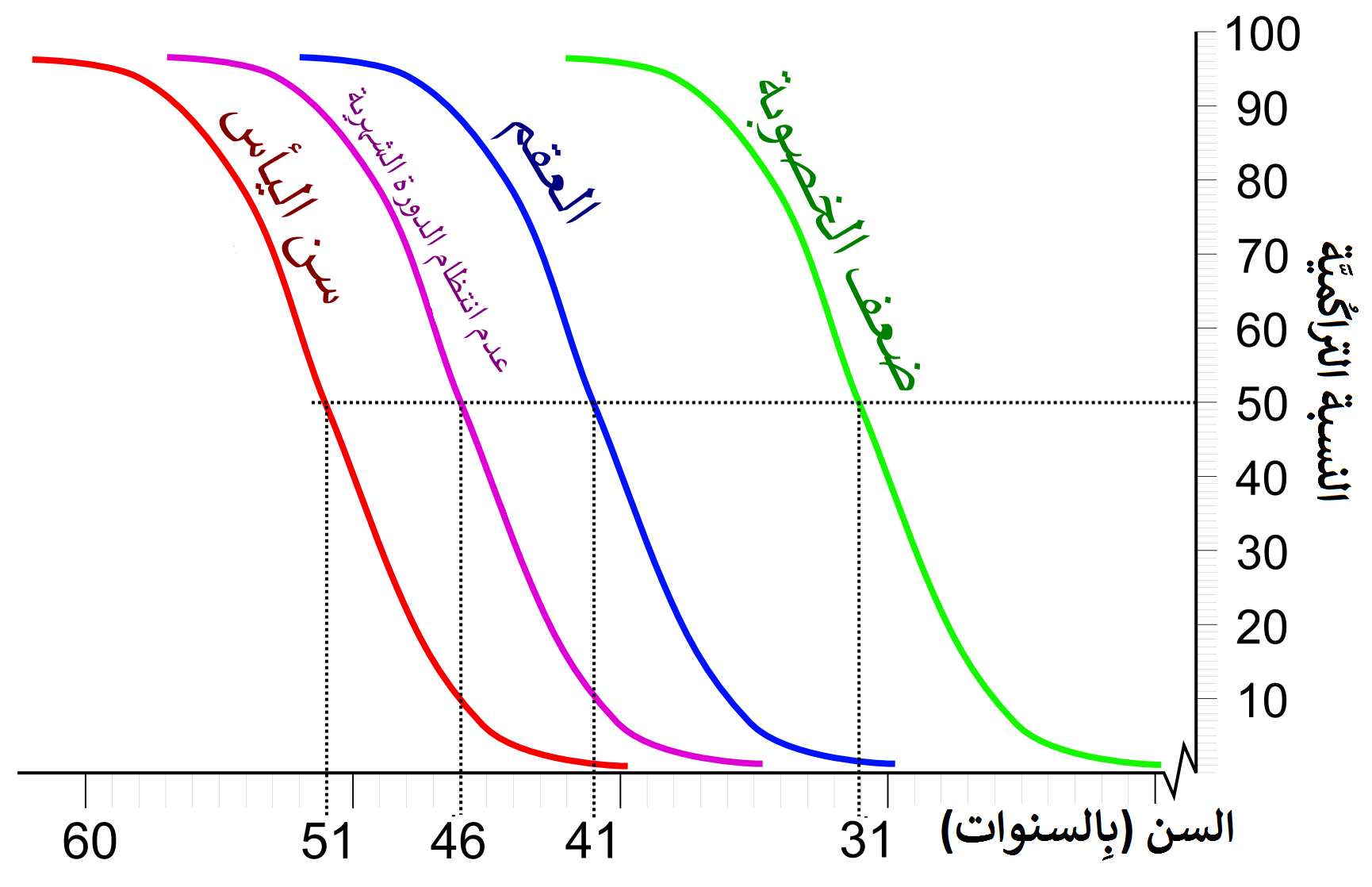
عرض لنسب التراكمي لمتوسط سن النساء، والتي تصل إلى ضعف الخصوبة،العقم،عدم انتظام الدورة الشهرية وسن اليأس.

متوسط عمر المرأة الشابة  في أول فترة (الحيض) هو 12 إلى 13 (12.5 عاما في الولايات المتحدة الامريكية، 12.72 في كندا، 12.9 في المملكة المتحدة) ولكن عند فتيات  postmenarchal، تحدث  حوالي 80 ٪ من دورات غياب الإباضة في السنة الأولى بعد الحيض، 50% في الربع الثالث بنسبة 10% في السنة السادسة. وتصل قمة خصوبة المرأة  في أوائل ومنتصف-20s وبعد ذلك يبدأ في الانخفاض. ومع ذلك، فإن التقديرات الدقيقة لفرص المرأة في الحمل بعد سن معينة ليست واضحة، وهي قابلة للنقاش.
وفقا المعهد الوطني للصحة والتفوق السريري أكثر من 80 من بين كل 100 امرأة تحت سن 40، وتتبع علاقة حميمية «جماع» بدون استخدام موانع الحمل، سوف يكون لها القدرة على الحمل في غضون1 سنة من المحاولة. في السنة الثانية فإن النسبة ترتفع إلى أكثر من 90%.
ووفقا لدراسة في عام 2004 من قبل هنري Leridon ، دكتوراه، باحث في علم الأوبئة في المعهد الفرنسي للصحة والبحوث الطبية، بالنسبة لامرأة ترغب في الحمل، دون استخدام أدوية الخصوبة أو التخصيب في المختبر
- في سن 30
  - 75% سوف يكون لها القدرة على الحمل تنتهي  ولادة حية خلال سنة واحدة
  - 91% سوف يكون لها القدرة على الحمل تنتهي في ولادة حية في غضون أربع سنوات
- في سن 35
  - 66% سوف يكون لها القدرة على الحمل  تنتهي في ولادة حية خلال سنة واحدة
  - 84% سوف يكون لها القدرة على الحمل  تنتهي في ولادة حية في غضون أربع سنوات
- في سن 40
  - 44% سوف يكون لها القدرة على الحمل تنتهي في ولادة حية خلال سنة واحدة
  - 64% سوف يكون لها القدرة على الحمل  تنتهي في ولادة حية في غضون أربع سنوات

وفقا لدراسة أجريت على عينة من 782 الأزواج أوروبيين أصحاء، تتراوح  أعمارهم من 19 إلى 39، تبدأ الخصوبة في الانخفاض بعد سن 27،  وتنخفض بصورة أكبر إلى حد ما  بعد سن 35. في هذه الدراسة تم تقسيم النساء إلى أربع فئات عمرية: 19-26,27-29، 30-34 و 35-39. وقد أشارت نتائج التحليل الإحصائي" أن النساء في الفئة العمرية 27-29،  كانت فرصتها أقل مع وجود فـروق ذات دلالة إحصائية  في المتوسط من أن تصبح حاملا من فئة 19 إلى 26 عاما. والجدير بالذكر أن معدلات الحمل لم تتغير ولا سيما بين الفئة العمرية 27-29  والفئة العمرية  30-34، ولكن انخفض بشكل ملحوظ عن سن 35 إلى 39 سنة. عمر الشريك الذكر كان له أثر كبير على خصوبة المرأة بين النساء الذين بلغوا منتصف الثلاثينات، ولكن ليس بين النساء الأصغر سنا. ومع ذلك، وقال خبراء إن الدراسة كانت صغيرة جدا وكانت هناك الكثير من المتغيرات التي من الصعب جدا الحصول من خلالها على استنتاجات واضحة. وقد أشار بعض الخبراء أن أهم تغيير في معدلات الخصوبة في النساء الأكبر سنا في الحقيقة، هو أن الأمر استغرق منهم وقتا أطول لحدوث الحمل، ليس من الضروري أن كانوا أكثر بكثير من المرجح أن تنجح في نهاية المطاف. وأضاف ديفيد Dunson ،  محلل إحصائي في المعهد الوطني الأمريكي لعلوم الصحة البيئية، فقال: "على الرغم من أننا لاحظنا انخفاض في خصوبة المرأة في أواخر عمر العشرينات، ما وجدناه هو انخفاضا في احتمال أن تصبح حاملا في كل دورة شهرية، وليس في احتمالية  تحقيق الحمل."
أشارت دراسة فرنسية بأنه لا فرق بين معدل خصوبة لامرأة تحت 25 عن تلك ذات العمر 26-30، بحيث بعد ذلك تبدأ الخصوبة بالانخفاض. ومن الصعب جدا تقدير الخصوبة عند «المرأة» بسبب عامل الذكور (جودة الحيوانات المنوية).وبحثت تلك الدراسة الفرنسية في  2,193 من النساء اللواتي كانوا يستخدمون التلقيح الاصطناعي لأن أزواجهن كانوا يعانون من حالة «فقد النطاف» azoospermic. أشارت  معدلات النجاح التراكمي بعد 12 دورة من التلقيح، كانت 73% للنساء تحت سن 25، 74% في النساء الذين تتراوح أعمارهم 26-30، 61% للأعمار 31-35 و 54% في أكثر من 35 الفئة العمرية. (علما بأن الدراسة من عام 1982 ؛ التلقيح الاصطناعي وتقنيات معدلات النجاح قد تطورت بشكل كبير منذ ذلك الحين.)
في المجر، تقدر دراسة بواسطة  Központi Statisztikai Hivatal (المكتب المركزي للإحصاء)  أن 7%-12% من نساء المجر الأصغر سنا من 30 مصابات بالعقم؛ 13%-22% من النساء في سن 35 يعانون من العقم؛ 24%-46% من النساء في سن 40 يعانون من العقم.
أدناه جدول يتضمن تقديرات نسبة النساء اللواتي إذا بدأت الحمل في سن معينة، سوف تفشل في الحصول على ولادة أو إنجاب طفل حي. لاحظ أنه يميلون الباحثين لدى سن الشباب إلى توافق، بينما لدى الأكبر سنا هناك تناقض.
| سن المرأة عندما يبدأ الحمل | % الذين لن يكون هناك ولادة حية وفقا فنسنت (1950) | % الذين لن يكون هناك ولادة حية وفقا هنري (1953), إنجلترا | % الذين لن يكون هناك ولادة حية وفقا هنري (1953)، النرويج | % الذين لن يكون هناك ولادة حية وفقا بتينجر (1973) | % الذين لن يكون هناك ولادة حية وفقا Leridon (1977) | % الذين لن يكون هناك ولادة حية وفقا تروسل-ويلسون (1985) | % الذين لن يكون هناك ولادة حية وفقا مينكن-لارسن (1986) |
| -------------------------- | ------------------------------------------------ | -------------------------------------------------------- | -------------------------------------------------------- | ------------------------------------------------- | -------------------------------------------------- | ------------------------------------------------------- | ------------------------------------------------------ |
| 20                         | 4                                                | 3.5                                                      | 3.5                                                      | 2.2                                               | 3                                                  | -                                                       | 4                                                      |
| 25                         | 6                                                | 6                                                        | 5                                                        | 3.3                                               | 6                                                  | 6                                                       | 7                                                      |
| 30                         | 10                                               | 11                                                       | 8                                                        | 6.5                                               | 10                                                 | 11                                                      | 12                                                     |
| 35                         | 17                                               | 19                                                       | 13                                                       | 16                                                | 17                                                 | 16                                                      | 22                                                     |
| 40                         | 37                                               | 33                                                       | 24                                                       | 40                                                | 29                                                 | 24                                                      | 46                                                     |
| 45                         | 75                                               | 58                                                       | 50                                                       | 79                                                | 50                                                 | 58                                                      | -                                                      |

### احتياطي المبيض
بالنسبة لاحتياطي المبيض، لدى المرأة العادية 12% من الاحتياطي في سن الثلاثين ولديها فقط 3% في سن الأربعين. 81% من التغير في احتياطي المبيض يرجع إلى العمر وحده، مما يجعل عامل العمر الأكثر أهمية في العقم عند النساء.
من الأساليب الأكثر شيوعا للكشف عن حالة المبيض الاحتياطي، هو إجراء فحص الدم في اليوم  الثالث من الدورة الشهرية لقياس مستوى هرمون FSH في المصل، بدلا من ذلك،  فحص الدم لقياس مستوى هرمون AMH في المصل، يمكن أن تعطي معلومات مماثلة. ويمكن للموجات فوق الصوتية عبر المهبل  أن تستخدم أيضا  «تعتمد على عد البصيلات» هذا الإجراء يسمى حساب عدد الجريبات الغارية.
توصي الكلية الأمريكية لأطباء النساء باختبار فحص احتياطي المبيض بالنسبة للنساء الأكبر سنا من 35 سنة، الاتي لم تقدر بعد 6 أشهر من محاولة الحمل، والمرأة التي في خطر أعلى من تقلص احتياطي المبيض، مثل تلك التي لها تاريخ مرضي،  وكانت تعاني من  سرطان وتعالجت باستخدام " gonadotoxic" علاج الحوض التشعيع، أو كليهما؛ من الذين عولجوا مع علاجات gonadotoxic" العلاجات، أو تلك الاتي تعرضوا لجراحة المبيض لاستئصال تكيسات الانتباذ البطني الرحمي.
من المهم أن ندرك قصر نتائج تقدير احتياطي المبيض المخبري، لا يعني مطلقا عدم القدرة على الحمل ولا ينبغي أن يكون المعيار الوحيد لعدم التفكير  أو منع الحصول إلى علاج العقم.

### البيانات التاريخية
وتشير دراسة عينة من النساء الفرنسيات من 1670 و 1789على أن النساء الاتي تزوجن في سن 20-24 سنة لديهم عدد 7 من الأطفال في المتوسط و 3.7% منهم ظلت عاقرا. بينما المرأة التي تزوجت في سن 25 إلى 29 عاما كان أنجبت مابين 5-6 أطفال و 5.0% منهم ظلت عاقرا.بالإضافة أن  المرأة التي تزوجت في سن 30-34 عاما لديها 4 من الأطفال و 8.2% منهم ظلت عاقرا.  وأشارت نفس الدراسة بأن متوسط العمر عند آخر ولادة لمن ليهم الخصوبة الطبيعية حوالي 40.[بحاجة لمصدر]
في عام 1957، تم إجراء دراسة على عدد كبير من العينات  (أمريكا Hutterites) التي لم تستخدم موانع لتحديد النسل.وقد الباحثين بقياس العلاقة بين عمر شريك الأنثى والخصوبة. (يعتقد بأن معدلات العقم اليوم تعتبر أعلى في العينات العامة عن العينات السابقة في هذه الدراسة من 1950s.)
, وأشارت هذه دراسة في 1957  بأن:
- قبل سن 30، 7% من الأزواج يعانون من العقم
- قبل سن 35، 11 ٪ من الأزواج يعانون من العقم
- قبل سن 40، 33% من الأزواج يعانون من العقم
- في سن 45 و 87% من الأزواج يعانون من العقم

## العوامل  ذات التأثير

### التخطيط لتكوين الأسرة
وقد عملت العلاقة العكسية بين سن الخصوبة لدى النساء في وقت لاحق من الحياة الإنجابية على لتحفيز التخطيط لتكوين الأسرة قبل وبعد 35 سنة من العمر. وحيث أن اختبارات المعاينة عند  المرأة كاحتياطي المبيض، وحركة (جريب) مسامي المبيض، والمؤشرات الحيوية يمكن أن تعطي الفرد التكهن حول مستقبل فرص الحمل، مما يسهلاتخاذ  قرار مناسب عن موعد انجاب  الأطفال. لا سيما أن ارتفاع مستوى هرمون مكافحة مولر عند اختبارها في النساء في عموم العينات المدروسة، قد وجد أن لها علاقة طردية مع الخصوبة الطبيعية في النساء الذين تتراوح أعمارهم بين 30-44 سنة، والتي تهدف إلى تصور تلقائيا، حتى بعد ضبط عوامل السن. وهكذا، يعتبر قياس AMH العلمي من القياسات المفيدة لتحديد أي من النساء الاتي قد تحتاج إلى الحمل في سن مبكرة، والاتي يمكن لهن الانتظار.

### الطب التناسلي
تحاول معظم مراكز الإخصاب في المختبر (IVF)  استخدام  التلقيح الصناعي باستخدام «بويضات»  الأنثى  حتى حوالي سن 43-45.  وأشار مايكل فوكس، M. D. أخصائي الغدد الصماء الإنجابية في جاكسونفيل في فلوريدا، بالنسبة للعوامل المساعدة على الإنجاب «بصفة عامة، علاج المرضى فوق سن 35 إلى حد كبير أكثر صعوبة من المرضى الأصغر سنا.»
وقد تروج الوكالات كتلك التي تعرف بمسمى "إليت المانحة للبويضات إعلاناتها، مثل التي تعرض في مجلات "Ivy League student " ما يصل إلى 20,000 دولار أو حتى 50,000 دولار لمتبرعات البويضات ممن تسعى للبحث عن متبرعات تحت سن 29.
تحتاج قضايا العمر  إلى أن تؤخذ مع اختصاصي الخصوبة مؤهل مثل أخصائي الغدد الصماء الإنجابية.
وقد وصل استنتاج مقال استعراض في عام 2012، بأن الاختراعات العلاجية لوقف أو عكس عملية الإنجاب والشيخوخة عند المرأة محدودة، على الرغم من التقارير الأخيرة عن إمكانية وجود الخلايا الجذعية التي يمكن استخدامها لاستعادة احتياطي المبيض.

## المعتقدات الشائعة
تنص دراسة بواسطة منظمة "RESOLVE" وهي غير الهادفة للربح لدعاوى المريض، على أن كل ثلاثة من أصل أربعة رجال وثلاثة من أصل أربعة نساء (في الولايات المتحدة) تم تقدير أعمارهم بإضافة خمس سنوات، من سن بداية الانخفاض السريع الذي هو في 35 بدلا من 40، حيث أن معظم الناس كانوا يعتقدون ذلك. [إخفاق التحقق] وتشير الجمعية الأمريكية للطب التناسلي (ASRM) «... النساء في سن العشرينات إلى بداية الثلاثينات  أكثر ممارسة لتحديد موعد الإنجاب.»